# Richard Percudani
Richard Peter Percudani, detto Dick (New York, 25 febbraio 1936 – Phoenix, 1º maggio 2001), è stato un cestista e allenatore di pallacanestro statunitense.

## Carriera
Arrivò in Italia nel 1966, chiamato dai Milanaccio per guidare la Pallacanestro Milano 1958, all'epoca denominata All'Onestà, e fu il primo allenatore statunitense del campionato italiano. Al suo primo anno si meritò il titolo di "Coach Rookie of the Year".
Dopo aver guidato anni dopo e per un breve periodo la Pallacanestro Varese, tornò negli Usa come scoutman di successo e direttore di scouting dei Phoenix Suns.
Temperamento gioioso, vulcanico ed imprevedibile, sulla panca dell'All'Onestà giunse ad abbassarsi i pantaloni durante un derby al PalaSport di Piazza Sei Febbraio, per protestare con gli arbitri che a suo avviso stavano favorendo in modo smaccato la Simmenthal di Rubini.
Morì dopo una breve malattia nel 2001, lasciando la moglie Amelia e 5 figli, di cui due nati in Italia.